# Triebelina rugosa
Triebelina rugosa is een mosselkreeftjessoort uit de familie van de Bairdiidae. De wetenschappelijke naam van de soort is voor het eerst geldig gepubliceerd in 1971 door Allison & Holden.